# Stayton
Stayton – miasto w Stanach Zjednoczonych, w stanie Oregon, w hrabstwie Marion.